# Tenká růžová čára
Tenká růžová čára (v anglickém originále The Thin Pink Line) je americká filmová komedie z roku 1998. Režisérem filmu je duo Joe Dietl a Michael Irpino. Hlavní role ve filmu ztvárnili Jennifer Aniston, David Schwimmer, Jason Priestley, Mike Myers a Christine Elise. 

## Obsazení
| Jennifer Aniston  | Clove                     |
| David Schwimmer   | Kelly Goodish/J.T.        |
| Jason Priestley   | Hunter Green              |
| Mike Myers        | Tim Broderick             |
| Christine Elise   | Darby                     |
| Janeane Garofalo  | Joyce Wintergarden-Dingle |
| Rusty Schwimmer   | Nora Finkelheimer         |
| Molly Shannon     | Aanl                      |
| Margaret Cho      | Asia Blue/Terry           |
| Illeana Douglas   | Julia Bullock             |
| Will Ferrell      | Darren Clark              |
| Mary Lynn Rajskub | Suzy Smokestack           |
| Maura Tierney     | Suzanne                   |